# Sixto Córdova
Sixto Córdova y Oña (Santander, 28 de marzo de 1869-Santander, 15 de abril de 1956) fue un párroco español que investigó y recuperó buena parte del folclore cántabro.
El 6 de julio de 2010 sus restos mortales fueron trasladados al Panteón de Hombres Ilustres de Santander, situado en el cementerio de Ciriego, tras la aprobación en pleno del consistorio santanderino.

## Biografía

### Primeros años y vida religiosa
Sixto de Córdova nació el 28 de marzo de 1869 en la ciudad de Santander, que entonces formaba parte de la región de Castilla la Vieja. Era hijo de Santiago Córdova, catedrático de instituto, y de Benita Oña.
Empezó su formación religiosa a los doce años en el Seminario de Monte Corbán, oficiando su primera misa con 24 años cumplidos, el 1 de octubre de 1893.  Fue nombrado profesor del seminario en 1891, y en 1905 se hizo cargo de la iglesia de Santa Lucía de Santander, de la que fue párroco durante 50 años.
Sixto residió de joven en Polanco, donde su hermana Cirila era maestra, y entabló gran amistad con la familia Pereda. Ganó el Premio del Certamen Internacional que se celebraba en homenaje al novelista José María de Pereda en agosto de 1933.

### Folclorista y archivos
Sixto de Córdova fue precursor de la labor de rescate de la tradición oral, para lo que recorrió pueblos, archivos, conventos, casonas, cabañas, en festividades, en la siega, en las jilas, etc., con indudable interés pedagógico, recogiendo en ocasiones incluso el habla montañesa. Durante sus giras recogió también aspectos etnográficos de las costumbres, con su inseparable cámara fotográfica. En la Guerra Civil fue encarcelado y cerrada su parroquia de Santa Lucía cuya valiosa imagen, del escultor Jerónimo Suñol, fue destruida. Su sobrino, el sacerdote Francisco González de Córdova, fue asesinado.
Destacó su recopilación de las canciones tradicionales de Cantabria, lo que le valió el premio Folklore del Ateneo de Santander en 1922. Su obra más destacada son los tres libros que componen el Cancionero de la provincia de Santander, en el que hay artículos explicativos, glosas, apéndices, clasificación de los cantares, e instrucciones sobre danza y movimiento, entre otros apartados.
Amante de la fotografía, creó un archivo de 384 objetos fotográficos que abarcaba desde 1870 hasta 1950 en el que fue su principal autor. También colaboraron de forma notoria Julio García de la Puente y los hermanos Wünsch, Emilio Wünsch (1872-1947) y Alfredo Wünsch (1879-1951). Este archivo estaba compuesto por fotografías sobre reuniones familiares, excursiones, viajes, retratos, instantáneas religiosas. En abril del 2008, esta colección pasó a ser propiedad del CDIS (Centro de Documentación de la Imagen de Santander).

## Obras publicadas
- Cancionero infantil español. Santander: Excma. Diputación Provincial (Imprenta Aldus), 1948.[8]
- Cancionero de la provincia de Santander. Ídem de ídem, consta de tres libros (1947,1952 y 1955).
- Santander, su Catedral y obispos
- Seisena V (1955)
- Santander, su catedral y sus obispos. Aldus, Santander, 1929. 1ª ed. 52 pp.
- Restauración de España, Aldus, Artes Gráficas, Santander, 1942,
- Discurso en el Círculo Católico de Obreros de Torrelavega. Santander: Propaganda Católica, 1906.
- Apuntes para una monografía sobre Santa Lucía. El Diario Montañés, 1918.
- La vida en Cumbrales. [con partituras de marzas]. Boletín de la Biblioteca Menéndez Pelayo, SMP, Santander, 1933, pp. 132-143.